# Distelberg
Distelberg is een buurtschap  in de gemeente Vught in de Nederlandse provincie Noord-Brabant. Het ligt ten westen van Cromvoirt en drie kilometer ten noorden van Helvoirt, vlak bij het Nationaal Park De Loonse en Drunense Duinen.

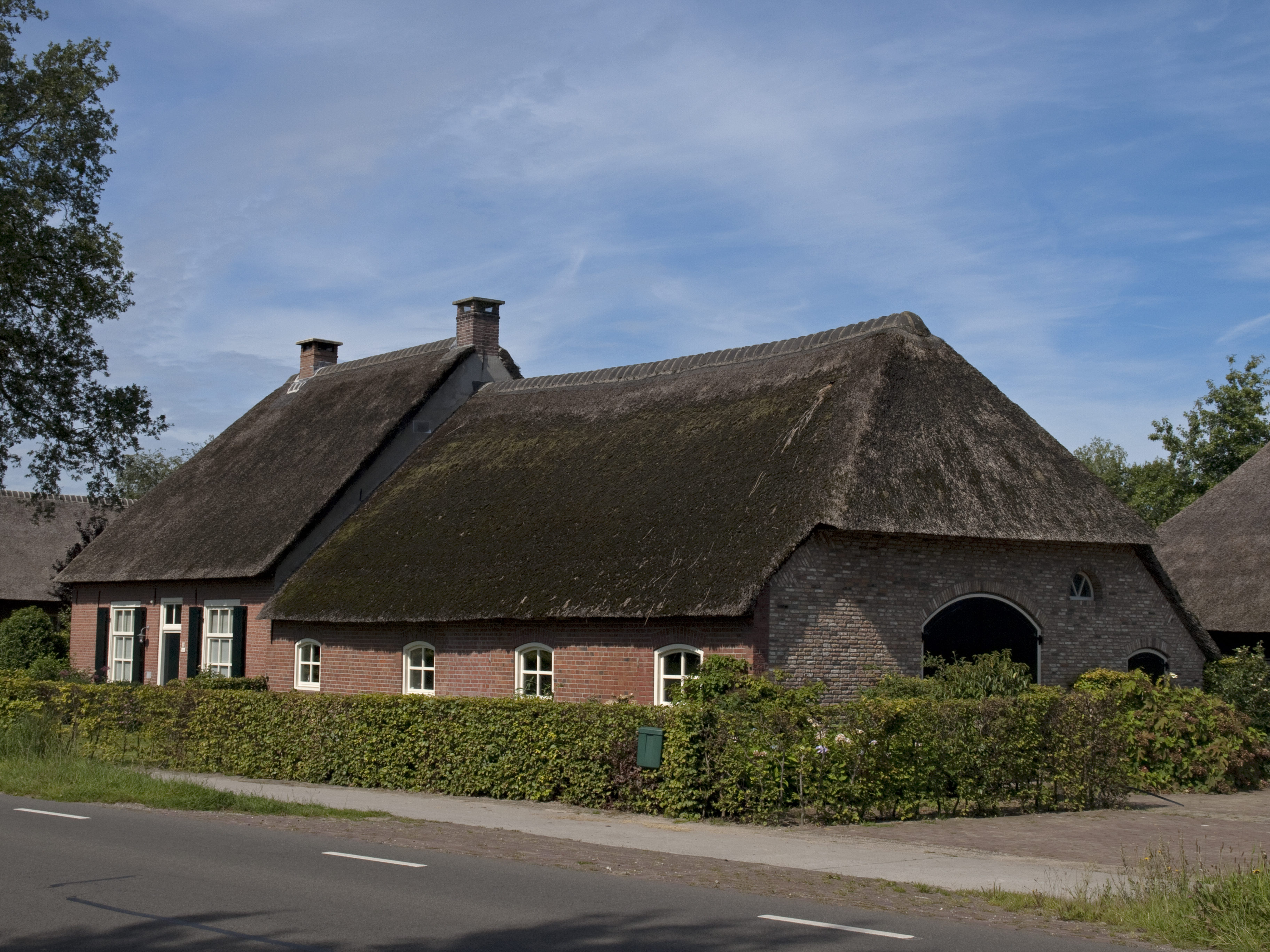
Een boerderij aan de Nieuwkuijkseweg te Distelberg

## Geschiedenis
Tot en met 31 december 2020 behoorde Distelberg tot de gemeente Haaren die met een gemeentelijke herindeling werd opgeheven.
Dorpen: Cromvoirt · Helvoirt · Vught

Buurtschappen: Bergenshuizen · Distelberg · Gijzel · Laar · Loveren · Molenstraat

Noord-Brabant: Steden en dorpen      Nederland: Provincies · Gemeenten